# Hans Brockmann
Hans Brockmann (Altkloster, 18 de outubro de 1903 – Göttingen, 1 de maio de 1988) foi um químico alemão.

## Formação e carreira
Brockmann obteve um doutorado em 1928 na Universidade de Halle-Wittenberg, orientado por Daniel Vorländer, com a tese Synthese einiger Polypeptide und Studien über das Verhalten, sowie das einiger Derivate gegenüber verdünntem Alkali, verdünnter Säure und Fermenten. Após a "Machtergreifung" do nazismo foi membro do Partido Nacional-Socialista dos Trabalhadores Alemães (NSDAP). Após a habilitação na Universidade de Göttingen trabalhou de 1936 a 1941 na área da química orgânica com o Nobel de Química de 1928 Adolf Otto Reinhold Windaus. Em 1941 obteve uma cátedra na Reichsuniversität Posen.
Em 1945 retornou para Göttingen como sucessor de Windaus. De 1945 a 1972 foi diretor do novo Instituto de Química Orgânica da Universidade de  Göttingen. Em  1956 foi eleito membro da Academia Leopoldina.
Do óleo de fígado de bacalhau isolou um produto que mais tarde foi denominado colecalciferol (vitamina D3), usada para combater o raquitismo.
É conhecido principalmente na área da pesquisa de antibióticos, dentre outros através da explicação da estrutura e síntese da actinomicina.
O sucessor de Hans Brockmann no Instituto de Química Orgânica foi em 1978 Lutz Friedjan Tietze da Technische Universität Dortmund.

## Publicações
- Synthese einiger Polypeptide und Studien über ihr Verhalten, sowie das einiger Derivate gegenüber verdünntem Alkali, verdünnter Säure und Fermenten. Naturwiss. Dissertation, Berlin / Halle 1928.
- (Hrsg.: K. Freudenberg): Stereochemie. Eine Zusammenfassung der Ergebnisse, Grundlagen und Probleme. (in Einzeldarstellungen), Deuticke, Leipzig (u. a.) 1933; XVI + 1.509 S.
- Untersuchungen über Actinomycine. Aufsatz. In: Vorträge [...] anläßlich der Wissenschaftlichen Tagung unter dem Präsidium von Prof. Dr. Madsen und Sir Henry Dale zur 100. Wiederkehr der Geburtstage von Paul Ehrlich und Emil von Behring am 16. März 1954 in Frankfurt-Hoechst. (Behringwerke), Marburg-Lahn 1954, p. 15–36
- Wege zu einer Chemotherapie des Krebses. Vandenhoeck & Ruprecht, Göttingen 1962
- Zur Kenntnis der Anthracyclinone. Göttingen 1963

## Condecorações
- 1954 Medalha Emil Fischer
- 1959 Medalha Carl Friedrich Gauß